# Hérouville-Saint-Clair
Hérouville-Saint-Clair és un municipi francès, situat al departament de Calvados i a la regió de Normandia. L'any 1999 tenia 24.374 habitants.